# Galaxions
Galaxions is een videospel voor de Commodore 64. Het spel werd ontwikkeld en uitgegeven door Solar Software. Het spel is geïnspireerd op Galaga.